# Gerard Joling
Gerard Jan Joling (Alkmaar, 29 d'abril de 1960) és un cantant i presentador de televisió neerlandès.

## Carrera
Conegut per la seva veu de contratenor, la seva fama augmentà a la dècada del 1980, quan llançà una sèrie de senzills incloent-hi Ticket to the Tropics, Love is in your Eyes, i el seu gran èxit, No more boleros, una cançó que assolí el top 10 en nombrosos països d'Europa. També ha tingut èxit a l'Àsia on ha rebut més de 20 discos d'or i platí.
El 2005 juntament amb el cantant Gordon realitzà el programa de televisió Joling & Gordon - Over de Vloer, durà tres temporades en les quals se'ls veia en clau d'humor realitzar diferents oficis.
El 2007 fou el presentador del programa Sterren dansen op het ijs versió neerlandesa del programa estatunidenc Skating with Celebrities i So You Wanna Be a Popstar per al canal SBS 6. També fou l'any en què Joling tornà a les llistes d'èxits, amb dos cançons números 1, un àlbum en el número 1 i 11 discos d'or i platí.
El desembre de 2009, Benno de Leeuw, mànager de De Toppers, anuncià al diari neerlandès De Telegraaf que Gerard Joling i Gordon s'unien al grup, convertint el trio en un quartet.

## Festival d'Eurovisió
Joling fou escollit el representant dels Països Baixos en el Festival de la Cançó d'Eurovisió 1988. El 23 de març interpretà a La Haia sis cançons davant un jurat de 55 membres, que finalment escolliren la cançó Shangri-La. Joling actuà en el Festival que se celebrà a Dublín el 30 d'abril, acabant en novena posició amb 70 punts.
Joling tornà a ser elegit per a representar els Països Baixos en el Festival de la Cançó d'Eurovisió 2009 a Moscou com a membre de De Toppers però a la tardor del 2008 patí un accident esquiant i es trencà els dos braços. Gerard fou reemplaçat per Jeroen van der Boom.